# De Soto (Kansas)
De Soto es una ciudad ubicada en los condados de Johnson y Leavenworth en el estado estadounidense de Kansas. En el año 2010 tenía una población de 5720 habitantes y una densidad poblacional de 195,22 personas por km².

## Geografía
De Soto se encuentra ubicada en las coordenadas 38°57′54″N 94°57′44″O / 38.96500, -94.96222 (38.965081, -94.962285).

## Demografía
Según la Oficina del Censo en 2000 los ingresos medios por hogar en la localidad eran de $47,426 y los ingresos medios por familia eran $53,219. Los hombres tenían unos ingresos medios de $36,203 frente a los $31,682 para las mujeres. La renta per cápita para la localidad era de $23,141. Alrededor del 5.2% de la población estaban por debajo del umbral de pobreza.